# Oxynoe benchijigua
Oxynoe benchijigua is een slakkensoort uit de familie van de Oxynoidae. De wetenschappelijke naam van de soort is voor het eerst geldig gepubliceerd in 1999 door Ortea, Moro en Espinosa.
De soort werd in november 1999 verzameld aan de kust van het eiland La Gomera in de Canarische Eilanden. Ze is genoemd naar Benchijigua, "een van de bekendste en meest spectaculaire valleien" op het eiland volgens de auteurs, en tevens de naam van een snelle ferry, de Benchijigua Express van Fred. Olsen Express die het eiland bedient.
De slakken hebben een felgroene kleur met opvallende blauwe vlekken. Ze werden gevonden op zeewier uit het geslacht Caulerpa. De lengte varieerde van 8 tot 16 mm.